# Entrains-sur-Nohain
Entrains-sur-Nohain este o comună în departamentul Nièvre din centrul Franței. În 2009 avea o populație de 889 de locuitori.

## Evoluția populației
| An        | 1975  | 1982  | 1990  | 1999 | 2006 | 2009 |
| --------- | ----- | ----- | ----- | ---- | ---- | ---- |
| Populație | 1.261 | 1.184 | 1.052 | 975  | 905  | 889  |